# Joan (personaggio)
Joan è un personaggio dei fumetti creato da Garth Ennis (testi) e Steve Dillon (disegni), pubblicato dalla Marvel Comics. La sua apparizione avviene in The Punisher (vol. 4) n. 1 del 2000.
Soprannominata Mouse ("topo"), è la vicina di casa del Punitore. Segretamente innamorata di lui, Joan ha spesso aiutato il freddo vigilante quando era in difficoltà.

## Biografia del personaggio
Joan è la vicina di casa di Frank Castle (che vive lì sotto la falsa identità di Mr. Smith); tenebrosamente dolce, timida, sensibile e sentimentale, Joan cerca di conquistare il cuore del freddo vicino offrendogli torte e biscotti che ha preparato con le sue mani. Un giorno Joan trova Mr. Smith ferito e scopre che in realtà è il Punitore; per curarlo si fa aiutare dai suoi amici Spacker Dave e Mr. Bumpo.
Una volta finito il suo lavoro, il Punitore consegna i soldi sottratti a Ma Gnucci ai tre amici, lasciando un biglietto a Joan con scritto semplicemente «Vai via, Joan». Joan si stabilirà in una casetta in campagna dove incontrerà nuovamente il Punitore quando questi, ferito, le chiederà nuovamente aiuto.

## Altri media
Il personaggio è interpretato da Rebecca Romijn in The Punisher del 2004. A differenza della sua controparte cartacea, nel film Joan è una donna attraente bionda anziché rossa, non è timida, né veste sempre in nero.
Joan è uno dei personaggi principali del videogioco The Punisher del 2005.